# مستقبل بيتا-1 أدرينالي الفعل
المستقبل بيتا-1 أدرينالي الفعل هو مستقبل أدرينالي الفعل يشفر لدى البشر بواسطة جين ADRB1 . وهو مستقبل مقترن بالبروتين ج بروتينه الثلاثي المتغاير يحتوي وحدة ألفا Gs ويعبر عنه في النسيج القلبي.

## التوزيع
لمستقبل β1 أدرينالي الفعل توزيع كبير لدى الفقاريات، فقد تم اكتشافه في السمك، البرمائيات، الزواحف، الطيور والثدييات. يمكن استقراء التطور الأصلي لمستقبلات β1 وظهور مستقبلات بيتا الأخرى عبر تضاعف الجين إلى حقبة الطلائع الحديثة أو مطلع حقبة الحياة القديمة.
لدى البشر، يتواجد المستقبل بيتا 1 بشكل خاص في القلب، ويشكل هنالك النسبة الأكبر من مستقبلات بيتا بنسبة حوالي 70-80%. يتواجد هذا المستقبل كذلك في خلايا الكليتين، خلايا الجهاز المجاور للكبيبات

## الوظائف
من وظائف المستقبل β1:
| النسيج/التأثير  | النسيج/التأثير                                      | النسيج/التأثير             |
| --------------- | --------------------------------------------------- | -------------------------- |
| عضلي            | زيادة النتاج القلبي                                 | العضلة القلبية             |
| عضلي            | زيادة معدل دقات القلب (تأثير على الميقاتية)         | العقدة الجيبية الأذينية    |
| عضلي            | زيادة انقباضية الأذين (تأثير على التقلص)            | العضلة القلبية             |
| عضلي            | زيادة الانقباضية وجهد الفعل                         | عضلة البطين                |
| عضلي            | زيادة التوصيل وجهد الفعل                            | العقدة الأذينية البطينية   |
| عضلي            | الاسترخاء                                           | جدار المثانة البولية       |
| الإفراز الخارجي | تحرير الرينين                                       | الخلايا المجاورة للكبيبات. |
| الإفراز الخارجي | تحفيز الإفرازات اللزجة والإفرازات المليئة بالأميلاز | الغدد اللعابية             |
| أخرى            | تحلل الدهن                                          | النسيج الدهني.             |

يتواجد هذا المستقبل أيضا في القشرة المخية.